# Paul Heckingbottom
Paul Heckingbottom, född 17 juli 1977, är en engelsk fotbollstränare och tidigare fotbollsspelare. Han har tidigare tränat bland annat Barnsley, Leeds United och Sheffield United. Han är numera tränare för Preston North End.

## Spelarkarriär
Heckingbottom representerade under sin aktiva karriär ett tiotal engelska klubbar. Hans genombrott kom under tiden med Darlington, som han spelade totalt 126 matcher för under åren 1999-2002, innan han gjorde en kortare sejour med First Division-klubben Norwich City. Säsongen 2003/2004 blev han utsedd till Bradfords bäste spelare, men klubben blev samma säsong nedflyttade till League One. Heckingbottom värvades av Sheffield Wednesday och medverkade till klubbens uppflyttning till Championship via playoff säsongen 2004/2005. 2006 gjorde han mål för hemstadens klubb Barnsley FC under straffläggning i playoff-finalen, då klubben flyttades upp till Championship. Heckingbottom avslutade sin spelarkarriär 2011 efter ett par säsonger med klubbar längre ner i seriesystemet.

## Tränarkarriär

### Barnsley
Efter några år som tränare i Barnsleys utvecklingslag fick Heckingbottom i februari 2015 ta över som tillfällig huvudtränare för seniorlaget, efter att Danny Wilson sparkats från jobbet. Ett år senare gavs han på nytt samma möjlighet, efter att Lee Johnson lämnat klubben. Den 3 april 2016 ledde han Barnsley till seger i EFL Trophy, klubbens första cupvinst sedan 1912. Han vann också utmärkelsen som månadens manager i League One i april 2016. Den 29 maj samma år vann Barnsley playoffinalen mot Millwall, och flyttades upp till Championship. Den 15 juni 2016 fick Heckingbottom huvudtränarjobbet i Barnsley på tillsvidarebasis. Under nästföljande säsong förde han klubben till 14:e plats i andradivisionen.

### Leeds United
Den 2 februari 2018 skrev Heckingbottom på ett nytt kontrakt med Barnsley, med en utköpsklausul på en 500,000 pund. Endast fyra dagar senare, den 6 februari, aktiverade Leeds United klausulen och värvade Heckingbottom som ersättare för den nyligen sparkade huvudtränaren Thomas Christiansen. Hans första match med Leeds United spelades den 10 februari 2018 och slutade i förlust med 2-1 mot Sheffield United. Av de sexton matcher som återstod av Leeds säsong lyckades Heckingbottom leda laget till seger i fyra, vilket resulterade i en 13:e plats i Championship. Den 1 juni 2018 fick han lämna tränarjobbet i Leeds, för att senare samma månad ersättas av Marcelo Bielsa.

### Hibernian
Den 13 februari 2019 utsågs Heckingbottom till huvudtränare för den skotska Premier League-klubben Hibernian, där han skrev på ett kontrakt över tre och ett halvt år. Den 4 november 2019 blev Heckingbottom avskedad av klubben.

### Sheffield United
I juli 2020 blev Heckingbottom anställd som tränare för Sheffield Uniteds U23-lag. Efter att Sheffield Uniteds huvudtränare Chris Wilder den 13 mars 2021 lämnat klubben blev Heckingbottom huvudtränare som en tillfällig lösning fram till slutet av säsongen. Han lyckades dock inte rädda kvar Sheffield i Premier League och de blev nedflyttade till Championship. Den 27 maj 2021 anställde Sheffield Slaviša Jokanović som ny huvudtränare och Heckingbottom lämnade då sin tillfälliga position som tränare för klubben.
Den 25 november 2021 anställdes Heckingbottom som huvudtränare i Sheffield United på ett 4,5-årskontrakt som ersättare till Slaviša Jokanović. I december 2023 blev Heckingbottom avskedad från klubben och ersatt av Chris Wilder.

### Preston North End
Den 20 augusti 2024 utsågs Heckingbottom till tränare för Preston North End efter att Ryan Lowe lämnat klubben efter bara en match under säsongen 2024–25.